# Coupe du monde de combiné nordique 2016-2017
Navigation
2015–2016 2017–2018
La coupe du monde de combiné nordique 2016-2017 est la 34e édition de la coupe du monde de combiné nordique, compétition de combiné nordique organisée annuellement. Elle se déroule du 26 novembre 2016 au 19 mars 2017. Très disputée, elle a été remportée, pour la cinquième fois consécutive, par l'Allemand Eric Frenzel.

## Organisation de la compétition

### Programme et sites de compétition
Le calendrier de la saison prévoit 25 épreuves. Elles se déroulent en douze étapes, sur autant de sites de compétition.
L'intégralité des sites de compétitions se trouvent en Europe et en Asie : 
- Norvège : trois sites (Lillehammer, Oslo & Trondheim) ;
- Autriche : deux sites (Ramsau & Seefeld) ;
- Finlande : deux sites (Ruka et Lahti) ;
- Allemagne : un site (Schonach) ;
- France : un site (Chaux-Neuve) ;
- Japon : un site (Sapporo) ;
- Italie : un site (Val di Fiemme) ;
- Corée du Sud : un site (Pyeongchang).

### Format des épreuves
Sur les 25 épreuves prévues, le calendrier compte vingt-deux épreuves individuelles, deux épreuves par équipes et un sprint par équipes.

#### Individuel
Les athlètes exécutent premièrement un saut sur un tremplin suivi d’une course de ski de fond de 10 km qui consiste à parcourir quatre boucles de 2,5 km. À la suite du saut, des points sont attribués pour la longueur et le style. Le départ de la course de ski de fond s'effectue selon la méthode Gundersen (1 point = 4 secondes), le coureur occupant la première place du classement de saut s’élance en premier, et les autres s’élancent ensuite dans l’ordre fixé. Le premier skieur à franchir la ligne d’arrivée remporte l’épreuve,,,.
Les trente premiers athlètes à l'arrivée marquent des points suivants la répartition suivante :
| Place | Points | Place | Points | Place | Points |
| ----- | ------ | ----- | ------ | ----- | ------ |
| 1er   | 100    | 11e   | 24     | 21e   | 10     |
| 2e    | 80     | 12e   | 22     | 22e   | 9      |
| 3e    | 60     | 13e   | 20     | 23e   | 8      |
| 4e    | 50     | 14e   | 18     | 24e   | 7      |
| 5e    | 45     | 15e   | 16     | 25e   | 6      |
| 6e    | 40     | 16e   | 15     | 26e   | 5      |
| 7e    | 36     | 17e   | 14     | 27e   | 4      |
| 8e    | 32     | 18e   | 13     | 28e   | 3      |
| 9e    | 29     | 19e   | 12     | 29e   | 2      |
| 10e   | 26     | 20e   | 11     | 30e   | 1      |

#### Épreuve par équipes
Chaque équipe comprend quatre coureurs qui effectuent individuellement un saut sur le tremplin. On additionne ensuite les résultats de chaque membre de l’équipe. L’équipe qui obtient le pointage total le plus élevé sera la première équipe à partir dans la partie du ski de fond qui consiste en un relais 4 × 5 kilomètres. Comme dans les épreuves individuelles, on détermine les temps de départ dans un ordre fixés selon le tableau de Gundersen. L’équipe dont le premier skieur franchit la ligne d’arrivée remporte l’épreuve,.
Les nations ne peuvent engager qu'une équipe pour cette épreuve. Les huit premières équipes à l'arrivée marquent des points suivants la répartition suivante:
| Place  | 1er | 2e  | 3e  | 4e  | 5e  | 6e  | 7e  | 8e |
| ------ | --- | --- | --- | --- | --- | --- | --- | -- |
| Points | 400 | 350 | 300 | 250 | 200 | 150 | 100 | 50 |

#### Sprint par équipes
Cette épreuve est composée par équipe de deux. Les deux athlètes effectuent un saut chacun et des points sont attribués pour la longueur et le style. Le départ de la course de fond s'effectue selon la cotation suivante (1 point = 2 secondes). Un des athlètes occupant la première place du classement de saut s’élance en premier, et les autres s’élancent ensuite dans l’ordre fixé. La course de fond de 2 × 7,5 kilomètres avec changement d’athlète tous les 1,5 kilomètre. Le premier athlète à franchir la ligne d’arrivée remporte l’épreuve.
Les nations ne peuvent engager plus de deux équipes pour cette épreuve. Les huit premières équipes à l'arrivée marquent des points suivants la répartition suivante:
| Place  | 1er | 2e  | 3e  | 4e  | 5e  | 6e | 7e | 8e |
| ------ | --- | --- | --- | --- | --- | -- | -- | -- |
| Points | 200 | 175 | 150 | 125 | 100 | 75 | 50 | 25 |

#### «Trois jours du combiné nordique»
Il s'agit d'un « temps fort » de la saison avec un règlement spécifique. La compétition se déroule sur trois jours consécutifs avec une course par jour. Les résultats se reportent de jour en jour : quatre secondes de retard sur le vainqueur du jour valent une pénalité d'un point lors du concours de saut du lendemain. Le vainqueur des « Trois jours du combiné nordique » est l'athlète qui passe la ligne en premier lors de la troisième course. Lors du premier jour, tous les athlètes peuvent participer à la course qui est composé d'un saut et de 5 kilomètres en ski de fond. Le deuxième jour, les cinquante premiers athlètes de la première course peuvent concourir à l'épreuve qui est composée d'un saut et de 10 kilomètres en ski de fond. Lors du dernier jour, les trente meilleurs athlètes de la veille participent à la course qui est composée de deux sauts et de 15 kilomètres en ski de fond.
Lors des Trois Jours du combiné nordique, le système de points est différent des autres courses de la saison, la répartition est de la façon suivante :
| Place | Jour 1 et jour 2 | Jour 3 | Place | Jour 1 et jour 2 | Jour 3 | Place | Jour 1 et jour 2 | Jour 3 |
| ----- | ---------------- | ------ | ----- | ---------------- | ------ | ----- | ---------------- | ------ |
| 1er   | 50               | 200    | 11e   | 12               | 48     | 21e   | 5                | 20     |
| 2e    | 40               | 160    | 12e   | 11               | 44     | 22e   | 5                | 18     |
| 3e    | 30               | 120    | 13e   | 10               | 40     | 23e   | 4                | 16     |
| 4e    | 25               | 100    | 14e   | 9                | 36     | 24e   | 4                | 14     |
| 5e    | 23               | 90     | 15e   | 8                | 32     | 25e   | 3                | 12     |
| 6e    | 20               | 80     | 16e   | 8                | 30     | 26e   | 3                | 10     |
| 7e    | 18               | 72     | 17e   | 7                | 29     | 27e   | 2                | 8      |
| 8e    | 16               | 64     | 18e   | 7                | 26     | 28e   | 2                | 6      |
| 9e    | 15               | 58     | 19e   | 6                | 24     | 29e   | 1                | 4      |
| 10e   | 13               | 52     | 20e   | 6                | 22     | 30e   | 1                | 2      |

### Dotation financière
Les sommes suivantes sont versées aux athlètes après chaque course,:
| Place                                               | 1er    | 2e     | 3e    | 4e    | 5e    | 6e    | 7e    | 8e    | 9e    | 10e   | 11e   | 12e   | 13e   | 14e   | 15e   | 16e | 17e | 18e | 19e | 20e |
| --------------------------------------------------- | ------ | ------ | ----- | ----- | ----- | ----- | ----- | ----- | ----- | ----- | ----- | ----- | ----- | ----- | ----- | --- | --- | --- | --- | --- |
| Épreuve individuelle                                | 8 000  | 6 000  | 4 000 | 2 500 | 2 000 | 1 500 | 1 300 | 1 100 | 920   | 800   | 700   | 650   | 600   | 550   | 510   | 460 | 430 | 400 | 380 | 350 |
| Épreuve par équipes                                 | 16 000 | 10 000 | 4 000 |       |       |       |       |       |       |       |       |       |       |       |       |     |     |     |     |     |
| Sprint par équipes                                  | 12 000 | 8 000  | 4 000 | 3 000 | 2 000 | 1 000 |       |       |       |       |       |       |       |       |       |     |     |     |     |     |
| Jour 1 et 2 des « Trois jours du combiné nordique » | 4 000  | 3 000  | 2 000 | 1 250 | 1 000 | 750   | 650   | 550   | 460   | 400   | 350   | 325   | 300   | 275   | 255   | 230 | 215 | 200 | 190 | 175 |
| Jour 3 des « Trois jours du combiné nordique »      | 16 000 | 12 000 | 8 000 | 5 000 | 4 000 | 3 000 | 2 600 | 2 200 | 1 840 | 1 600 | 1 400 | 1 300 | 1 200 | 1 100 | 1 020 | 920 | 860 | 800 | 760 | 700 |

Pour la première fois depuis 2008, les primes augmentent,. En effet, la FIS et les organisateurs locaux ont décidé de créer une dotation de 50 000 francs suisses pour les six premiers du classement général de la compétition. La répartition de cette dotation est la suivante:
| Place              | 1er    | 2e     | 3e    | 4e    | 5e    | 6e    |
| ------------------ | ------ | ------ | ----- | ----- | ----- | ----- |
| Classement général | 19 000 | 12 500 | 7 500 | 5 000 | 3 500 | 2 500 |

## Compétition

### Avant-saison

#### Athlètes qualifiés
Le nombre de participants autorisés par nations est calculé après chaque période (la saison est divisé en quatre périodes) en fonction : 
- du FIS World Ranking qui est un indicateur qui prend notamment en compte le classement général de la compétition
- le classement de la coupe continentale

Le quota maximal est de 11 athlètes.
Sont sélectionnables : 
- les athlètes nés avant l'an 2001 ;
- les athlètes ayant inscrits des points en coupe du monde ;
- les athlètes ayant inscrits des points en coupe continentale lors de la saison en cours ou lors de la saison précédente ;
- les médaillés dans les épreuves individuelles des précédents Championnats du monde junior. Ils ne se sont sélectionnables que jusqu'au début des Championnats du monde junior.

#### Athlètes participants et favoris
Hannu Manninen envisage un come-back. Quelques jours avant le début de la saison, Tino Edelmann prend sa retraite.
L'équipe américaine s'est entraîné en Slovénie.

### Déroulement de la compétition

#### Ruka

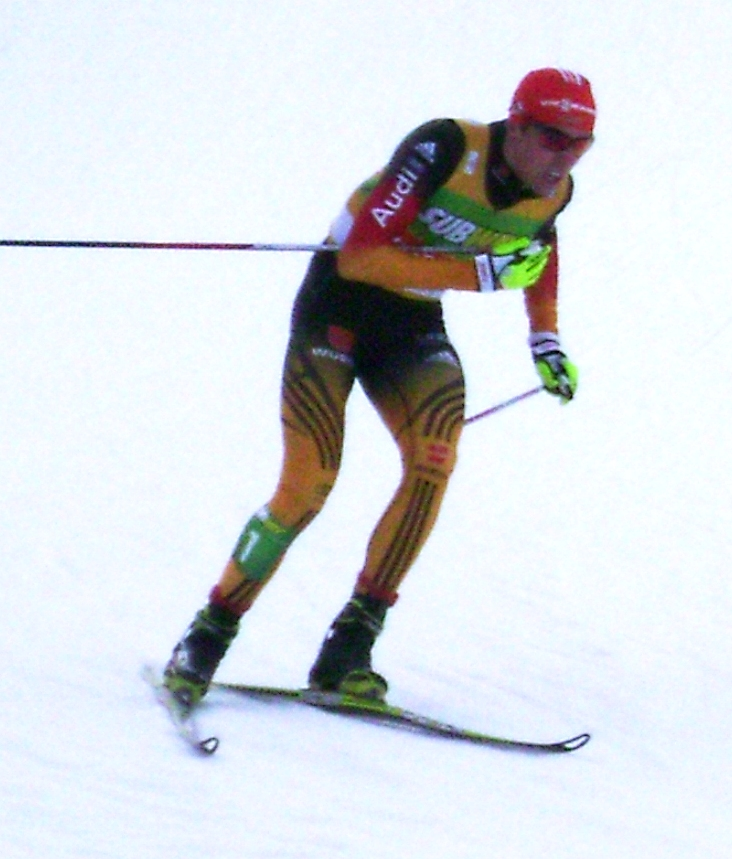
Johannes Rydzek (ici en 2014) a remporté les deux premières courses de la saison

Lors du lancement de la saison à Ruka, Johannes Rydzek remporte la course devant Eric Frenzel et Jørgen Graabak.
Le lendemain, le même Rydzek remporte la deuxième course, en s'imposant devant l'Autrichien Wilhelm Denifl et le Japonais Akito Watabe.

#### Chaux-Neuve

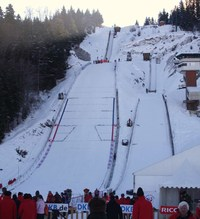
Les tremplins de Chaux-Neuve

L'enneigement suffisant permet l'utilisation pour la première fois d'une nouvelle boucle de 2,5 km qui comprend une nouvelle difficulté. Maxime Laheurte est forfait pour les deux courses du week-end afin de se reposer pour les championnats du monde de ski nordique 2017,. Le 21 janvier, Jarl Magnus Riiber qui avait remporté le saut de réserve et les entraînements domine le concours de saut. Il réalise un saut de 112 m ce qui lui octroie 46 s sur l'Américain Ben Berend qui a également sauté à 112 m. La différence s'explique par les compensations : le Norvégien s'est élancé de la porte 12 alors que l'Américain s'est élancé depuis la porte 16. Le leader du classement général de la compétition, Eric Frenzel a sauté à 109,5 m ce qui lui permet d'être troisième à 53 s du Norvégien. Derrière, Fabian Riessle est à 1 min 1 s, Akito Watabe à 1 min 2 s, Johannes Rydzek à 1 min 15 s et Jørgen Graabak à 1 min 22 s. Lors de la course de fond, un groupe de poursuivants se forment rapidement et rattrape Jarl Magnus Riiber au 6e kilomètre de la course. Dans le dernier tour, cinq athlètes se battent pour la victoire : quatre Allemands (Eric Frenzel, Fabian Riessle, Bjorn Kircheisen et Johannes Rydzek) et le Japonais Akito Watabe,. Bjorn Kircheisen est lâché puis Eric Frenzel casse un bâton. Finalement Johannes Rydzek s'impose au sprint devant Fabian Riessle et Akito Watabe.

#### Seefeld

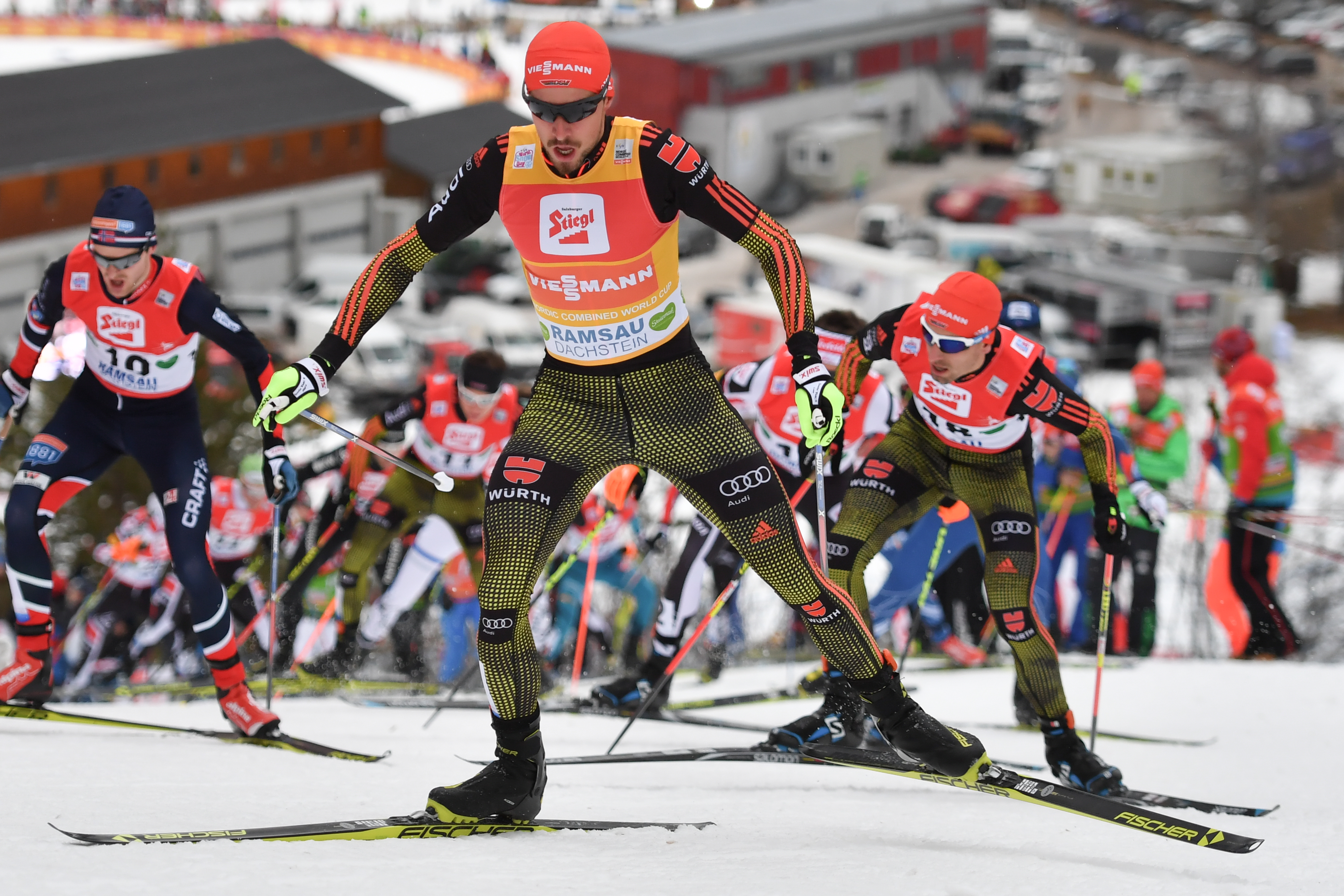
Johannes Rydzek remporte les deux premières courses du Seefeld Triple

Jarl Magnus Riiber se blesse à l'épaule lors du premier des Trois Jours. Il soit se faire opérer et sa saison est terminée.
Le lendemain, Johannes Rydzek domine le concours de saut grâce à un saut de 103,5 m. Ildevance d'un dixième de point Bernhard Gruber et Samuel Costa qui sont ex aequo et qui ont tous les deux sauté à 106,5 m. Converti en temps, les trois athlètes sont dans le même temps. Eric Frenzel est quatrième à 4 s grâce à un saut à 105 m. Fabian Rießle est sixième à 23 s et Akito Watabe est septième à 41 s. Lors de la course de fond, un quatuor composé des Allemands Johannes Rydzek et Eric Frenzel, de l'Autrichien Bernhard Gruber et de l'Italien Samuel Costa se forme en tête. Les Allemands imposent un rythme élevé afin que leur compatriote, Fabian Rießle, ne puisse pas revenir en tête de la course. Le quatuor reste ensemble jusqu'au dernier tour où celui-ci explose sous l'impulsion d'Eric Frenzel. Comme la veille, la course se joue au sprint entre Eric Frenzel et Johannes Rydzek. Johannes Rydzek s'impose à nouveau à la photo-finish. Samuel Costa termine, une nouvelle fois, troisième devant Bernhard Gruber. Cette victoire permet à Johannes Rydzek de reprendre le dossard jaune de leader de la coupe du monde.

### Bilan de la saison
L'équipe allemande a dominé l'hiver. En effet, les athlètes allemands ont remporté 26 des 29 courses de la saison. De plus, ils ont réalisé à plusieurs reprises des doublés, triplés et même quadruplés lors des compétitions. Johannes Rydzek a remporté les quatre courses des championnats du monde et Eric Frenzel est le premier athlète à avoir remporté à cinq reprises le classement général de la coupe du monde. Quatre allemands ont terminé dans le top 5 mondial. Afin de combler un niveau en saut jugé trop faible, les entraîneurs allemands ont décidé de mettre en place des entraînements supplémentaires sur le tremplin et une préparation physique personnalisée visant un développement de la puissance au tremplin. Sébastien Lacroix juge que « les Autrichiens et les Norvégiens n'ont pas été dans le coup. Ce n'est pas un bon hiver pour les autres nations. »
Alors qu'en France, la diffusion du combiné nordique est en baisse, les téléspectateurs allemands se sont passionnés pour le duel entre Eric Frenzel et Johannes Rydzek. Le combiné a été le deuxième sport d'hiver le plus suivi derrière le biathlon en Allemagne.
Håvard Klemetsen, âgé de 38 ans, prend sa retraite. Au cours de sa carrière, il a pris le départ de 220 manches de la coupe de la coupe du monde et il a remporté une seule course à Lillehammer en 2011. Il a également remporté la médaille dans le relais aux jeux olympiques de Sotchi ainsi que plusieurs médailles aux championnats du monde. Il devient l'entraîneur de l'équipe B norvégienne.

## Classement général

### Classement individuel
| Rang | Nom | Points |
| ---- | --- | ------ |
| 01.  |     |        |
| 02.  |     |        |
| 03.  |     |        |
| 04.  |     | 0      |
| 05.  |     | 0      |
| 06.  |     | 0      |
| 07.  |     | 0      |
| 08.  |     | 0      |
| 09.  |     | 0      |
| 10.  |     | 0      |
| 11.  |     | 0      |
| 12.  |     | 0      |
| 13.  |     | 0      |
| 14.  |     | 0      |
| 15.  |     | 0      |
| 16.  |     | 0      |
| 17.  |     | 0      |
| 18.  |     | 0      |
| 19.  |     | 0      |
| 20.  |     | 0      |

| Rang | Nom | Points |
| ---- | --- | ------ |
| 21.  |     | 0      |
| 22.  |     | 0      |
| 23.  |     | 0      |
| 24.  |     | 0      |
| 25.  |     | 0      |
| 26.  |     | 0      |
| 27.  |     | 0      |
| 28.  |     | 0      |
| 29.  |     | 0      |
| 30.  |     | 0      |
| 31.  |     | 0      |
| 32.  |     | 0      |
| 33.  |     | 0      |
| 34.  |     | 0      |
| 35.  |     | 0      |
| 36.  |     | 0      |
| 37.  |     | 0      |
| 38.  |     | 0      |
| 39.  |     | 0      |
| 40.  |     | 0      |

| Rang | Nom | Points |
| ---- | --- | ------ |
| 41.  |     | 0      |
| 42.  |     | 0      |
| 43.  |     | 0      |
| 43.  |     | 0      |
| 43.  |     | 0      |
| 46.  |     | 0      |
| 47.  |     | 0      |
| 47.  |     | 0      |
| 49.  |     | 0      |
| 49.  |     | 0      |
| 51.  |     | 0      |
| 51.  |     | 0      |
| 53.  |     | 0      |
| 54.  |     | 0      |
| 54.  |     | 0      |
| 56.  |     | 0      |
| 57.  |     | 0      |
| 58.  |     | 0      |
| 59.  |     | 0      |
| 60.  |     | 0      |

### Coupe des nations
| Rang | Nom | Points |
| ---- | --- | ------ |
| 01.  |     |        |
| 02.  |     |        |
| 03.  |     |        |
| 04.  |     |        |
| 05.  |     |        |
| 06.  |     | 0      |
| 07.  |     | 0      |
| 08.  |     | 0      |
| 09.  |     | 0      |
| 10.  |     | 0      |
| 11.  |     | 0      |
| 12.  |     | 0      |
| 13.  |     | 0      |

## Résultats
| Étape | Date             | Épreuve        | Vainqueur       | Deuxième       | Troisième      | Leader du classement |
| ----- | ---------------- | -------------- | --------------- | -------------- | -------------- | -------------------- |
| 1     | 26 novembre 2016 | HS 142 - 10 km | Johannes Rydzek | Eric Frenzel   | Jørgen Graabak | Johannes Rydzek      |
| 2     | 27 novembre 2016 | HS 142 - 10 km | Johannes Rydzek | Wilhelm Denifl | Akito Watabe   | Johannes Rydzek      |

| Étape | Date            | Épreuve                    | Vainqueur                                                                    | Deuxième                                                                     | Troisième                                                             | Leader du classement |
| ----- | --------------- | -------------------------- | ---------------------------------------------------------------------------- | ---------------------------------------------------------------------------- | --------------------------------------------------------------------- | -------------------- |
| 3     | 2 décembre 2016 | Par équipe HS 100 - 4x5 km | Allemagne- Björn Kircheisen - Eric Frenzel - Fabian Rießle - Johannes Rydzek | Norvège- Mikko Kokslien - Espen Andersen - Håvard Klemetsen - Jørgen Graabak | Autriche- David Pommer - Mario Seidl - Wilhelm Denifl - Philipp Orter |                      |
| 4     | 3 décembre 2016 | HS 100 - 10 km             | Eric Frenzel                                                                 | Johannes Rydzek                                                              | Fabian Rießle                                                         | Johannes Rydzek      |
| 5     | 4 décembre 2016 | HS 138 - 10 km             | Eric Frenzel                                                                 | Björn Kircheisen                                                             | Jørgen Graabak                                                        | Johannes Rydzek      |

| Étape | Date             | Épreuve        | Vainqueur       | Deuxième      | Troisième      | Leader du classement |
| ----- | ---------------- | -------------- | --------------- | ------------- | -------------- | -------------------- |
| 6     | 17 décembre 2016 | HS 142 - 10 km | Johannes Rydzek | Fabian Rießle | Eric Frenzel   | Johannes Rydzek      |
| 7     | 18 décembre 2016 | HS 142 - 10 km | Eric Frenzel    | Fabian Rießle | Vinzenz Geiger | Johannes Rydzek      |

| Étape | Date           | Épreuve        | Vainqueur     | Deuxième      | Troisième       | Leader du classement |
| ----- | -------------- | -------------- | ------------- | ------------- | --------------- | -------------------- |
| 8     | 7 janvier 2017 | HS 130 - 10 km | Eric Frenzel  | Eero Hirvonen | Johannes Rydzek | Eric Frenzel         |
| 9     | 8 janvier 2017 | HS 130 - 10 km | Fabian Rießle | Eric Frenzel  | Johannes Rydzek | Eric Frenzel         |

| Étape | Date            | Épreuve                             | Vainqueur                                  | Deuxième                                   | Troisième                                  | Leader du classement |
| ----- | --------------- | ----------------------------------- | ------------------------------------------ | ------------------------------------------ | ------------------------------------------ | -------------------- |
| 10    | 13 janvier 2017 | HS 134 - 10 km                      | Eric Frenzel                               | Johannes Rydzek                            | Magnus Moan                                | Eric Frenzel         |
| 11    | 14 janvier 2017 | Sprint par équipe HS 134 - 2x7,5 km | Norvège I- Espen Andersen - Jørgen Graabak | Tchéquie I- Tomáš Portyk - Miroslav Dvořák | Italie I- Samuel Costa - Alessandro Pittin |                      |
| 12    | 15 janvier 2017 | HS 134 - 10 km                      | Eric Frenzel                               | Johannes Rydzek                            | Akito Watabe                               | Eric Frenzel         |

| Étape | Date            | Épreuve        | Vainqueur       | Deuxième        | Troisième    | Leader du classement |
| ----- | --------------- | -------------- | --------------- | --------------- | ------------ | -------------------- |
| 13    | 21 janvier 2017 | HS 118 - 10 km | Johannes Rydzek | Fabian Riessle  | Akito Watabe | Eric Frenzel         |
| 14    | 22 janvier 2017 | HS 118 - 10 km | Fabian Riessle  | Johannes Rydzek | Eric Frenzel | Eric Frenzel         |

|                                          |                 |                             |                 |                 |                 |                      |
| Les Trois Jours du combiné nordique      |                 |                             |                 |                 |                 |                      |
| Étape                                    | Date            | Épreuve                     | Vainqueur       | Deuxième        | Troisième       | Leader du classement |
| 15                                       | 27 janvier 2017 | HS 109 - 5 km               | Johannes Rydzek | Eric Frenzel    | Samuel Costa    | Eric Frenzel         |
| 16                                       | 28 janvier 2017 | HS 109 - 10 km              | Johannes Rydzek | Eric Frenzel    | Samuel Costa    | Johannes Rydzek      |
| 17                                       | 29 janvier 2017 | HS 109 (deux sauts) - 15 km | Eric Frenzel    | Johannes Rydzek | Bernhard Gruber | Eric Frenzel         |
| Vainqueur des Trois Jours : Eric Frenzel |                 |                             |                 |                 |                 |                      |
|                                          |                 |                             |                 |                 |                 |                      |

| Étape | Date           | Épreuve        | Vainqueur       | Deuxième     | Troisième      | Leader du classement |
| ----- | -------------- | -------------- | --------------- | ------------ | -------------- | -------------------- |
| 18    | 4 février 2017 | HS 140 - 10 km | Johannes Rydzek | Mario Seidl  | Fabian Riessle | Johannes Rydzek      |
| 19    | 5 février 2017 | HS 140 - 10 km | Johannes Rydzek | Eric Frenzel | Mario Seidl    | Johannes Rydzek      |

| Étape | Date            | Épreuve        | Vainqueur        | Deuxième     | Troisième      | Leader du classement |
| ----- | --------------- | -------------- | ---------------- | ------------ | -------------- | -------------------- |
| 20    | 11 février 2017 | HS 134 - 10 km | Björn Kircheisen | Akito Watabe | Mikko Kokslien | Johannes Rydzek      |
| 21    | 12 février 2017 | HS 134 - 10 km | Akito Watabe     | Tim Hug      | Manuel Faisst  | Johannes Rydzek      |

|                                                                         |  |  |  |  |  |  |
| Lahti Championnats du monde de ski nordique 2017 (22 février au 5 mars) |  |  |  |  |  |  |
|                                                                         |  |  |  |  |  |  |

| Étape | Date         | Épreuve        | Vainqueur    | Deuxième     | Troisième        | Leader du classement |
| ----- | ------------ | -------------- | ------------ | ------------ | ---------------- | -------------------- |
| 22    | 11 mars 2017 | HS 134 - 15 km | Akito Watabe | Eric Frenzel | Björn Kircheisen | Johannes Rydzek      |

| Étape | Date         | Épreuve        | Vainqueur    | Deuxième        | Troisième      | Leader du classement |
| ----- | ------------ | -------------- | ------------ | --------------- | -------------- | -------------------- |
| 23    | 15 mars 2017 | HS 140 - 10 km | Eric Frenzel | Johannes Rydzek | Fabian Riessle | Eric Frenzel         |

| Étape | Date         | Épreuve        | Vainqueur    | Deuxième       | Troisième       | Leader du classement |
| ----- | ------------ | -------------- | ------------ | -------------- | --------------- | -------------------- |
| 24    | 18 mars 2017 | HS 106 - 10 km | Eric Frenzel | Wilhelm Denifl | Johannes Rydzek | Eric Frenzel         |
| 25    | 19 mars 2017 | HS 106 - 10 km | Eric Frenzel | François Braud | Akito Watabe    | Eric Frenzel         |